# Edotia oculopetiolata
Edotia oculopetiolata là một loài chân đều trong họ Idoteidae. Loài này được Sheppard miêu tả khoa học năm 1957.